# Cattedrale di Nostra Signora di Fátima (Benguela)
La cattedrale di Nostra Signora di Fátima (in portoghese: Sé Catedral de Nossa Senhora de Fátima) si trova a Benguela, in Angola ed è la cattedrale per la diocesi di Benguela.

## Storia e descrizione
La chiesa di Nostra Signora di Fátima ha sostituito nel 1963 la vecchia chiesa omonima ed è stata elevata a cattedrale della diocesi nel 1970. La costruzione fu supervisionata dal parroco Teixeira Neves, su progetto di Mário de Oliveira, ispirato alla cattedrale di Sumbe. La chiesa è la più grande parrocchia della città ed è un edificio in cemento di pianta rettangolare, coperta da un tetto a capanna in forte pendenza.